# Lepidodexia trinidadensis
Lepidodexia trinidadensis är en tvåvingeart som beskrevs av Guilherme A.M.Lopes 1985. Lepidodexia trinidadensis ingår i släktet Lepidodexia och familjen köttflugor. Inga underarter finns listade i Catalogue of Life.